# James DeMonaco
James DeMonaco (* 1969 in Brooklyn, New York City) ist ein US-amerikanischer Regisseur, Drehbuchautor und Filmproduzent.
DeMonaco, der zunächst seit 1994 als Drehbuchautor in Erscheinung trat, gab 2009 sein Regiedebüt mit dem Episodenfilm Staten Island. 2013 folgte der von Jason Blum produzierte Horrorfilm The Purge – Die Säuberung. Im Jahr darauf folgte der zweite Teil The Purge: Anarchy, der am 18. Juli 2014 in den Vereinigten Staaten anlief. 2016 entstand der dritte Teil The Purge: Election Year.

## Filmografie (Auswahl)
Regisseur
- 2009: Staten Island
- 2013: The Purge – Die Säuberung (The Purge)
- 2014: The Purge: Anarchy
- 2016: The Purge: Election Year
- 2021: This Is the Night

Drehbuchautor
- 1996: Jack
- 1998: Verhandlungssache (The Negotiator)
- 2005: Hate (Fernsehfilm)
- 2005: Das Ende – Assault on Precinct 13 (Assault on Precinct 13)
- 2006: Skinwalkers
- 2007: Kill Point (The Kill Point, Fernsehserie, 7 Folgen)
- 2009: Staten Island
- 2009: L.A. Crash (Crash, Fernsehserie, 3 Folgen)
- 2013: The Purge – Die Säuberung (The Purge)
- 2014: The Purge: Anarchy
- 2016: The Purge: Election Year
- 2018: The First Purge
- 2021: The Forever Purge
- 2021: This Is the Night

Produzent
- 1999: Ryan Caulfield: Year One (Fernsehserie)
- 2005: Hate (Fernsehfilm)
- 2005: Das Ende – Assault on Precinct 13 (Assault on Precinct 13)
- 2007: Kill Point (The Kill Point, Fernsehserie, 4 Folgen)
- 2009: L.A. Crash (Crash, Fernsehserie, 13 Folgen)
- 2021: The Forever Purge